# 満パンスター2023 -さらば&三四郎が3月にライブすることだけ決まってる番組-
『満パンスター2023 -さらば&三四郎が3月にライブすることだけ決まってる番組-』（まんパンスター2023 さらば&さんしろうが3がつにライブすることだけきまってるばんぐみ）は、2022年10月4日（3日深夜）から2023年3月28日（27日深夜）までテレビ朝日の『バラバラ大作戦』（月曜第3部）内で放送されていたバラエティ番組。

## 概要
この番組では、2023年3月に東京ガーデンシアターで行われるライブに向けて2組がタッグを組み、企画から宣伝、グッズ制作まで手作り感満載で取り組んでいく。

## 出演者
- さらば青春の光（森田哲矢・東ブクロ）
- 三四郎（小宮浩信・相田周二）

## 放送リスト
放送日は、月曜深夜の日付を参照。
| 2022年 | 2022年   | 2022年                                           | 2022年                        | 2022年                             | 2022年 |
| 回数   | 放送日   | 放送内容                                         | ゲスト                        | その他出演者                       | 備考   |
| ------ | -------- | ------------------------------------------------ | ----------------------------- | ---------------------------------- | ------ |
| 1      | 10月03日 | 初回なのに最終回!? ライブアフタートーク          |                               | 弘中綾香（テレビ朝日アナウンサー） |        |
| 2      | 10月10日 | 好感度アップでモザイクを外せ！                   |                               |                                    |        |
| 3      | 10月17日 | 公式ツイッターのフォロワーUPでライブを満パンに！ |                               |                                    |        |
| 4      | 10月24日 | ゴルフアトラクション「BUKUKE」に挑戦             |                               |                                    |        |
| 5      | 10月31日 | 新ゴルフ競技「ホールtoホール」に挑戦             |                               |                                    |        |
| 6      | 11月07日 | 特別講師による「即興演技」レッスン               | 槙尾ユウスケ（かもめんたる）  |                                    |        |
| 7      | 11月14日 | 槙尾先生の心を繋ぐ＆ミュージカル                 | 槙尾ユウスケ（かもめんたる）  |                                    |        |
| 8      | 11月21日 | さらば森田「超魔術」に挑戦!?                     | Mr.マリック                   |                                    |        |
| 9      | 11月28日 | ライブチケットの特典内容を決めよう！             |                               |                                    |        |
| 10     | 12月05日 | 3Dスキャンでフィギュアを作れ！                   |                               |                                    |        |
| 11     | 12月12日 | 音楽の力でライブをスケールアップ!!               | 高佐一慈（ザ・ギース） 園田涼 |                                    |        |
| 12     | 12月19日 | 三四郎の漫才を音楽の力でスケールアップ!!         | 高佐一慈（ザ・ギース） 園田涼 |                                    |        |

| 2023年 | 2023年   | 2023年                                  | 2023年                   | 2023年       | 2023年 |
| 回数   | 放送日   | 放送内容                                | ゲスト                   | その他出演者 | 備考   |
| ------ | -------- | --------------------------------------- | ------------------------ | ------------ | ------ |
| 13     | 01月09日 | シュージンロウに挑戦！                  | ビックスモールン         |              |        |
| 14     | 01月16日 | 満パンスター本部で生配信会議！          | 岩崎う大（かもめんたる） |              |        |
| 15     | 01月23日 | 相田とブクロのネタ会議                  |                          |              |        |
| 16     | 01月30日 | 峯岸みなみと生配信会議                  | 峯岸みなみ               |              |        |
| 17     | 02月06日 | 1週間の宣伝生活                         |                          |              |        |
| 18     | 02月13日 | ガーデンシアター下見＆OPVTRプレゼン会議 |                          |              |        |
| 19     | 02月20日 | 川谷絵音とライブの音楽会議！            | 川谷絵音                 |              |        |
| 20     | 02月27日 | 小宮と森田のネタ会議                    |                          |              |        |
| 21     | 03月6日  | 観覧客に即席合同コントを披露            |                          |              |        |
| 22     | 03月13日 | 櫻坂46の芝居力オーディション            | 櫻坂46                   |              |        |
| 23     | 03月20日 | ライブ直前SP                            |                          |              |        |
| 24     | 03月27日 | 最終回！ライブアフタートーク！          |                          |              |        |

- すまし顔で大喜利ファイト（2022年10月17日配信）:TELASA限定

## スタッフ
- ナレーター：篠田みなみ
- 構成：渡辺佑欣、阿部快飛
- CAM：佐藤直志
- 音声：竹内秀樹
- 美術：遠藤ゆか
- 美術進行：池田彩乃
- ヘアメイク：川口カツラ店
- CGデザイン：山崎信
- 音効：吉崎真生（フローレス）
- 編集：佐々木基次
- MA：市本将也
- 編成：熊谷和也、泉良樹
- 宣伝：五色智哉、石田京子
- 美術協力：テレビ朝日クリエイト
- 制作協力：ブルースモービル
- AD：惣慶清仁
- AP：山田晃菜
- ディレクター：相川大昴、宮本貴資、管家優人
- プロデューサー：井上淳矢・花田好昭（共にブルースモービル）
- 演出・プロデューサー：北野貴章
- ゼネラルプロデューサー：高橋正輝
- 制作：テレビ朝日ソリューション本部コンテンツ編成局第1制作部
- 制作著作：テレビ朝日